# クララ (女優)
クララ（1985年1月15日 、本名：イ・ソンミン、英語名：Clara Lee）は、韓国の女優。

## 略歴
スイスで出生し、イギリス国籍を持っている。男女混成コーラスグループ「コリアナ」のメンバーだった、イ・スンギュの娘でもある。
ソマン化粧品の広告モデルになり、SKテレコム、コンタクトレンズ「ワンデー アキュビュー ディファイン」、ピザハットなど、スターの登竜門とされる認知度が高い広告に次々と出演。2008年冬からダンキンドーナツのCMで活躍した際は、ポスター、等身大パネル等で店内が華やかに飾られた。オンラインショッピングモール「11st」のCMで「デバギダ」（俗語で大当たり、物凄いなどの意）という台詞で話題を呼び、広告業界では「デバク少女」とも呼ばれた。第1回 Foce デジタル オルチャン（最高の顔）フォトコンテストで1位を獲得した。
両親が設立した事務所「コリアナ・クララ」を拠点として活動してきたが、同社の提携先は何度か変更され、トラブルを繰り返してきた。2011年9月24日には「ギャラクシア・コミュニケーションズ」と契約を結んだが、同社との契約が残っている状態で、2013年6月19日には「マーティン・カイル」に移籍した。しかし、ギャラクシアへの違約金が返済されていない状況下で、2014年6月23日には「Polarisエンターテインメント」と独占的エージェンシー契約を結んだ。この契約問題でPolarisの母体である日光グループのイ・ギュテ会長との交渉において、イ会長から「君はほかの芸能人らと違って新鮮でときめく」などと性的羞恥心を感じさせるセクハラ発言を受けたとクララ側は主張した。2014年12月23日には、Polarisに対し専属契約の無効を訴え提訴した。これに対して、Polaris側はクララと、父親のイ・スンギュから脅迫を受けたとして逆に提訴し、訴訟合戦となった。2014年8月にはイ会長がクララ父子に会い、クララにマネージャーとの関係を切れと要求し「君にとって恐ろしい話だが、一瞬にして首をはねて送ってしまうこともできる。身体障害者にしてしまう事も、いくらでもできる」などと発言したとされた。イ会長は2015年、日光共栄（現：IGGYコーポレーション）における別容疑ですでに逮捕されていたが、同年7月にはクララへの脅迫容疑でも追加起訴された 。同年9月には、Polarisとの和解が成立した 。2016年3月には、クララ側が脅迫容疑でイ会長を処罰することを望まないと表明したことを理由にソウル中央地方裁判所は公訴棄却処分とした。

## 出演

### テレビドラマ
- 透明人間チェ・ジャンス（2006年、KBS）
- テヒ ヘギョ、ジヒョン（2009年、MBC）
- 恋人づくり〜Seeking love〜（2009年、MBC）
- 風吹くよき日（2010年、KBS）
- 童顔美女（2011年、KBS）
- お願い、キャプテン（2012年、SBS）
- おいしい人生  (2012年、SBS)
- 結婚の女神  (2013年、SBS)
- エマージェンシー・カップル  (2014年、tvN)
- 運命のように君を愛してる  (2014年、MBC)

### 映画
- オガムド〜五感度〜（2009年）
- 利休にたずねよ（2013年12月7日、東映） - 高麗の女 役
- ミッション・デブポッシブル!（原題：胖子行動隊）（2018年 中国映画）- 金秀珠 役
- 唐人街探偵 東京MISSION（原題：唐人街探案3）（2021年 中国映画）- 水上バイクの美女 役

### CM
- Somang Cosmetics
- SKテレコム -ローミングバージョン-
- スカイタッチモバイルフォン
- ピザハット
- ワンデーアキュビューディファイン
- ダンキンドーナツ
- オンラインショッピングモール 11st.

### イベント
- 横浜フードフェスティバル（2008年）

## 受賞歴
- 第1回 Foce デジタル オルチャン フォトコンテスト 優勝